# モリス・シユ
モリス・シユ（Maurice Schilles、1888年2月26日 - 1957年12月24日）は、フランス、ピュトー出身の自転車競技（トラックレース）選手。

## 経歴
1908年
- ロンドンオリンピック
  -  タンデムスプリント 優勝 (アンドレ・オフレ)
  -  5km 2位

1909年
- グランプリ・ド・パリ アマチュア 優勝
- トラックレース世界選手権・アマスプリント 3位

1919年、プロに転向。
1923年
- フランス選手権 スプリント優勝

1924年
- グランプリ・ド・パリ 優勝
- グランプリ・ド・ラ・レピュブリク 優勝
- トラックレース世界選手権・プロスプリント 3位

1925年
- グランプリ・ド・パリ 優勝
- トラックレース世界選手権・プロスプリント 3位